# جهان آباد بالا (مقاطعة فهرج)
جهان‌آباد بالا (بالفارسية: جهان‌آباد بالا) هي قرية تقع في البلدة المركزية في إيران. يقدر عدد سكانها بـ 866 نسمة .